# Rutherford Medal and Prize
Rutherford Medal and Prize ist ein alle zwei Jahre vom Institute of Physics vergebener Preis in Kernphysik und Kerntechnik. Sie ging 1965 aus der Rutherford Memorial Lecture hervor, die seit 1942 gehalten wird. Beide sind nach Ernest Rutherford benannt. Die Medaille ist mit 1000 Pfund dotiert.

## Preisträger
Rutherford Memorial Lecture
- 1942 Harold Roper Robinson
- 1944 John Cockcroft
- 1946 Mark Oliphant
- 1948 Ernest Marsden
- 1950 Alexander Smith Russell
- 1952 Rudolf Peierls
- 1954 Patrick Blackett
- 1956 Philip Dee
- 1958 Niels Bohr
- 1960 Cecil Powell
- 1962 Denys Wilkinson
- 1964 Peter Fowler

Rutherford Medal and Prize
- 1966 Peter Kapitza
- 1968 Brian Flowers
- 1970 Samuel Devons
- 1972 Aage Bohr
- 1973 James MacDonald Cassels
- 1974 Albert Edward Litherland
- 1976 Joan Freeman, Roger John Blin-Stoyle
- 1978 Paul Taunton Matthews
- 1980 Paul Gayleard Murphy, John James Thresher
- 1982 David Maurice Brink
- 1984 Peter Higgs, T. W. B. Kibble
- 1986 Alan Astbury
- 1988 John Dowell, Peter Kalmus
- 1990 Roger Julian Noel Phillips
- 1992 Erwin Gabathuler, Terry Sloan
- 1994 James Philip Elliott
- 1996 David Vernon Bugg
- 1998 Anthony Michael Hillas
- 2000 William R. Phillips
- 2002 Peter Dornan, David Plane, Wilber Venus
- 2004 David L. Wark
- 2006 Ken Peach für Beiträge zur Hochenergiephysik als Leiter von Schlüsselexperimenten am CERN zur CP-Verletzung und als Direktor für Teilchenphysik am Rutherford Appleton Laboratory, wo er eine Schlüsselrolle darin spielte, die Beschleunigerphysik für Teilchenphysik-Anwendungen in Großbritannien neu zu beleben.
- 2008 Alan Copestake, Stephen Walley, John Stewart Kiltie, Chris Weston, Brian Griffin von Rolls-Royce für die Entwicklung langlebiger Kernreaktoren für britische U-Boote
- 2010 Martin Freer für den Nachweis der Existenz nuklearer Konfigurationen ähnlich Molekülen  und Clustering von Nukleonen in leichten Kernen.
- 2012 Peter A. Butler für Beiträge zur experimentellen Kernphysik
- 2014 Paul Nolan für Beiträge zur Kernstruktur bei extremem Drehimpuls und seine Führungsrolle bei der Entwicklung von segmentierten Germaniumdetektoren
- 2016 John Simpson für seine Führungsrolle in der Entwicklung neuer Detektortechnologien für experimentelle Kernphysik und wichtige Beiträge für das Verständnis von Atomkernen an der Grenze von Drehimpuls, Deformation und Stabilität.
- 2019 Philip Walker für Fortschritte im Verständnis metastabiler Kernzustände, ihres Ursprungs, ihrer Eigenschaften und ihrer Anwendungen
- 2021 Michael A. Bentley für das Verständnis fundamentaler Symmetrien in Atomkernen und ihre Verbindung zu den dahinterliegenden Wechselwirkungen der Nukleonen.
- 2022 Kieran Thomas Flanagan, for pioneering contributions to laser spectroscopy of exotic nuclei, particularly the use of resonance ionisation and its application to single-atom sensitivity in mass spectrometry and trace-metal analysis for environmental testing.
- 2023 David Jenkins, for outstanding contributions to experimental nuclear physics and commitment to widening participation.
- 2024 Alison Bruce, for seminal contributions to the understanding of shapes and dynamical symmetries in atomic nuclei and inspirational leadership in international nuclear structure physics research.